# Samyutta Nikāya
Samyutta Nikāya est un recueil (nikāya) bouddhiste du Sutta Pitaka, qui fait partie des textes canoniques pali. Ce recueil comprend 7 762 discours courts qui sont commentés et groupés par thèmes dans 56 ensembles (samyutta) divisés eux-mêmes en cinq sections (vaggas),.

## Sagatha vagga
Groupe 1
- Hiri Sutta (SN I.18) Sur la conscience
- Samiddhi Sutta (SN I.20) Sur la méditation par rapport aux autres activités
- Sakalika Sutta (SN I.38) Sur la souffrance physique
- Aditta Sutta (SN I.41) Sur l'importance du don
- Kindada Sutta (SN I.42) Différentes sortes de dons
- Iccha Sutta (SN I.69) Court résumé des principaux enseignements du bouddha
- Iccha Sutta (SN I.70) Court résumé des principaux enseignements du bouddha

Groupe 3
- Dahara Sutta (SN III.1) La sagesse n'est pas un corollaire de l'âge
- Piya Sutta (SN III.4) Sur l'attention aux actions
- Appaka Sutta (SN III.6) L'impermanence des biens
- Atthakarana Sutta (SN III.7) Sur les motivations du mensonge
- Nalaka Sutta (SN III.11) Sur le Bodhisatta
- Nalaka Sutta -1- (SN III.14) Une bataille (1)
- Nalaka Sutta -2- (SN III.15) Une bataille (2)
- Appamada Sutta (SN III.17) Le soin et l'attention aux actions
- Aputtaka Sutta - 1 - (SN III.19) Sur les richesses (1)
- Aputtaka Sutta - 2 - (SN III.20) Sur les richesses (2)
- Loka Sutta (SN III.23) Trois causes de dukkha
- Issattha Sutta (SN III.24) Sur la générosité
- Pabbatopama Sutta (SN III.25) La comparaison des montagnes

Groupe 4
- Dutthatthaka Sutta (SN IV.3) La notion de vue juste face à l'attachement de l'ordre visuel
- Nandana Sutta (SN IV.8)
- Kassaka Sutta (SN IV.19) Un endroit en dehors du monde des sens (dialogue entre Mara et le Bouddha)
- Rajja Sutta (SN IV.20) Sur les quatre bases ou iddhipada (dialogue entre Mara et le Bouddha)

Groupe 5
- Soma Sutta (SN V.2)
- Cala Sutta (SN V.6)
- Vajira Sutta (SN V.10)

Groupe 6
- Ayacana Sutta (SN VI.1) Discussion avec Sahampati (1)
- Garava Sutta (SN VI.2) Discussion avec Sahampati (2)
- Parinibbana Sutta (SN VI.15) Les 4 témoignages du décès du bouddha

Groupe 7
- Akkosa Sutta (SN VII.2) Les réponses aux personnes en colère
- Jata Sutta (SN VII.6) Discussion avec Jata Bharadvaja
- Mahasala Sutta (SN VII.14) Sur l'âge
- Navakammika Sutta (SN VII.17) Sur l'utilité de la méditation

Groupe 8
- Ananda Sutta (SN VIII.4) Discussion entre Ananda et Ven. Vangisa

Groupe 9
- Viveka Sutta (SN IX.1) Conseil de méditation
- Anuruddha Sutta (SN IX.6) Conte sur une vie antérieure
- Vajjiputta Sutta (SN IX.9) Conseil en cas d'égarement durant la méditation
- Ayoniso-manasikara Sutta (SN IX.11) Réflexion sur les préoccupations de pensée
- Gandhatthena Sutta (SN IX.14) Sur l'attention et la confiance en soi
- Sudatta Sutta (SN IX.9) Au sujet de Sudatta (Anathapindika)

Groupe 10
- Alavaka Sutta (SN X.12) Au yakkha Alavaka

Groupe 11
- Dhajagga Sutta (SN XI.3) Un conseil contre l'angoisse durant la méditation
- Subhasita-jaya Sutta (SN XI.5) Pour faire face à Un conseil contre l'angoisse durant la méditation

## Nidana vagga
Vibhanga Sutta (SN XII.2) La chaîne des dépendances et des états conditionnés
Kaccayanagotta Sutta (SN XII.15) Discussion avec Kaccayana 
Bala-pandita Sutta (SN XII.19) Le fou et le sage
20 - Conditions Requises : (Paccaya) (SN XII.20) suite du thème ci-dessus 
Upanisa Sutta (SN XII.23) Développement de la théorie des états conditionnés
Bhumija Sutta (SN XII.25) Sur l'origine du plaisir et déplaisir
Bhutamidam Sutta (SN XII.31) Différents états des développements
Loka Sutta (SN XII.44) L'apparition et la disparition du monde
Lokayatika Sutta (SN XII.48) Sur la production conditionnée
Upadana Sutta (SN XII.52) La métaphore du feu pour illustrer la notion d'attachement
Atthi Raga Sutta (SN XII.64) Sur la cessation de l'attachement (4 facteurs d'attachement) 
Nagara Sutta (SN XII.65) Sur les quatre nobles vérités
Nakhasikha Sutta (SN XIII.1) Le bout de l'ongle
Pokkharani Sutta (SN XIII.2) Le lac
Samudda Sutta (SN XIII.8) L'océan
Assu Sutta (SN XV.3) Les larmes...
Danda Sutta (SN XV.9) 
Duggata Sutta (SN XV.11)
Sukhita Sutta (SN XV.12) 
Mata Sutta (SN XV.14-19) Court sutta sur le samsara
Jinna Sutta (SN XVI.5) Ven. Maha Kassapa explique pourquoi il continue la méditation, bien qu'il ait atteint l'état d'arahant
Pilahaka Sutta (SN XVII.5)
Mata Sutta (SN XVII.8)
Nakhasikha Sutta (SN XX.2) Sur la valeur de cette naissance
Okkha Sutta (SN XX.4) Servir les plats
Satti Sutta (SN XX.5) Le javelot
Dhanuggaha Sutta (SN XX.6) Sur la vitesse du temps qui passe
Ani Sutta (SN XX.7) Des enseignements flatteurs sont parfois trompeurs
Upatissa Sutta (SN XXI.2) Au sujet d'Upatissa (Sariputta)
Theranama Sutta (SN XXI.10) Au sujet de la solitude

## Khandha vagga
Nakulapita Sutta (SN XXII.1) Sur les cinq agrégats
Devadaha Sutta (SN XXII.2) Sur les principaux enseignements du bouddha
Haliddakani Sutta (SN XXII.3) A Haliddakani, sur les qualités de la vie de bonze
Samanupassana Sutta (SN XXII.47) 
Khandha Sutta (SN XXII.48) Sur les cinq agrégats
Upaya Sutta (SN XXII.53) Sur l'abandon des cinq agrégats
Parivatta Sutta (SN XXII.56) Des cinq agrégats à la libération
Sattatthana Sutta (SN XXII.57) Les sept bases
XXII.59 - L'absence de soi : (Anattalakkhana) Les caractéristiques du non-soi. Le second discours du Bouddha, dans lequel il parle du principe du non-soi au groupe des cinq ascètes. Par ses questions, le Bouddha démontre qu'il ne peut pas y avoir de soi durable dans aucun des cinq agrégats que nous prenons pour soi-même. À la suite de ce discours, tous les cinq moines furent libérés de l'attachement.
Nakulapita Sutta (SN XXII.81) Courtes réponses du Bouddha
Yamaka Sutta (SN XXII.85) Discussion entre le Bouddha et Yamaka
Anuradha Sutta (SN XXII.86) Discussion entre le Bouddha et Anuradha
Nadi Sutta (SN XXII.93) Le cycle des répétitions des liens (1)
Phena Sutta (SN XXII.95) Sur la vacuité des cinq agrégats
Gaddula Sutta (SN XXII.99) Le cycle des répétitions des liens (2)
Gaddula Sutta (SN XXII.100) Précisions sur les cinq agrégats
Nava Sutta (SN XXII.101) Sur la libération
Upadana Sutta (SN XXII.121) Phénomènes et cinq agrégats
Satta Sutta (SN XXIII.2) Le démantèlement l'attachement aux cinq agrégats
Cakkhu Sutta (SN XXVII.1) Pourquoi abandonner le désir lié aux six sens
Rupa Sutta (SN XXVII.2) Pourquoi abandonner le désir lié aux objets des six sens
Viññana Sutta (SN XXVII.3) Pourquoi abandonner le désir lié à la conscience
Phassa Sutta (SN XXVII.4) Pourquoi abandonner le désir lié aux contacts
Vedana Sutta (SN XXVII.5) Pourquoi abandonner le désir lié aux sensations
Sañña Sutta (SN XXVII.6) Pourquoi abandonner le désir lié aux perceptions
Cetana Sutta (SN XXVII.7) Pourquoi abandonner le désir lié aux intentions
Tanha Sutta (SN XXVII.8) Pourquoi abandonner le désir lié aux objets d'attraction des six sens
Dhatu Sutta (SN XXVII.9) Pourquoi abandonner le désir lié aux six éléments
Khandha Sutta (SN XXVII.10) Pourquoi abandonner le désir lié aux cinq agrégats
Cakkhu Sutta (SN XXVII.1)Pourquoi abandonner le désir lié aux six sens

## Salayatana vagga
XXXV.28 - Tout est en flammes : (Adittapariyaya) Le sermon du feu. Plusieurs mois après son Éveil, le Bouddha prononce ce sermon à un auditoire de mille fervents ascètes. Dans son style brillant, caractéristique de son enseignement, le Bouddha utilise la métaphore du feu, qui pénètre rapidement la compréhension de l'esprit. Après ce sermon, la majorité de l'auditoire atteint le détachement de l'Éveil.
Magajala Sutta (SN XXXV.63) Pourquoi la vrai solitude est difficile à trouver
Upasena Sutta (SN XXXV.69) Sur la non identification de soi au corps
Loka Sutta (SN XXXV.82) Sur la règle simple qui domine le monde
Suñña Sutta (SN XXXV.85) Sur l'absence de tout "soi"
Punna Sutta (SN XXXV.88) Sur l'abandon des six sens
Samadhi Sutta (SN XXXV.99) Sur la concentration
Na Tumhaka Sutta (SN XXXV.101) Sur la compréhension du non-soi
Marapasa Sutta (SN XXXV.115) Le dépassement de l'état de non attachement aux sens
Bharadvaja Sutta (SN XXXV.127) Sur les résolutions des sanyasin
Kamma Sutta (SN XXXV.145) Sur l'ancien et le nouveau kamma
Kotthita Sutta (SN XXXV.191) La souffrance n'est pas dans les sens, mais dans la dépendance aux sens
Kumma Sutta (SN XXXV.199) La métaphore de la tortue vis-à-vis des sens
Chappana Sutta (SN XXXV.206) Du contrôle des sens
Patala Sutta (SN XXXVI.4) Sur la maîtrise de la souffrance physique
Datthaba Sutta (SN XXXVI.5) Sur dukkha résidant derrière les sensations agréables
Sallatha Sutta (SN XXXVI.6) Le conte de la flèche
Gelañña Sutta (SN XXXVI.7) Sur la pratique des jhana et la cessation de l'attachement
Rahogata Sutta (SN XXXVI.11) Sur l'approche de la mort
Akasa Sutta (SN XXXVI.12) Sur la fugacité des sensations
Agara Sutta (SN XXXVI.14) Sur la fugacité des sensations (2) 
Pañcakanga Sutta (SN XXXVI.19) Les différentes formes de contentements obtenus par la pratique soutenue 
Niramisa Sutta (SN XXXVI.31) Les différents niveaux de contentement et de liberté accessibles
Dukkha Sutta (SN XXXVIII.14) Trois sortes de dukkha
Niramisa Sutta (SN XXXVIII.14) Les différents niveaux de contentement et de liberté accessibles
Isidatta Sutta (SN XLI.3) L'histoire d'Isidatta
Gilana Sutta (SN XLI.10) Le dernier discours de Citta
Talaputa Sutta (SN XLII.2) L'acteur Talaputa
Yodhajiva Sutta (SN XLII.3) L'histoire du mercenaire
Paccha-bhumika Sutta (SN XLII.6) Sur la mécanique karmique
Sankha Sutta (SN XLII.8) Précision sur le kamma (karma)
Gandhabhaka Sutta (SN XLII.11) Pourquoi nous sommes exposé au stress et à la souffrance
Ananda Sutta (SN XLIV.10) Sur la question du soi

## Maha vagga
Avijja Sutta (SN XLV.1) Sur l'ignorance
Upaddha Sutta (SN XLV.2) Echange avec Ananda
Analyse sur le chemin (qui conduit à la cessation de dukkha) (SN XLV.8) Exposé des quatre nobles vérités
Adittapariyaya Sutta (SN XLV.8) Sur le chemin du milieu
Ogha Sutta (SN XLV.171) L'image de la traversée de la rivière appliquée à différents sujets
Himavanta Sutta (SN XLVI.1) Sommaire des 7 facteurs d'éveil
Gilana Sutta (SN XLVI.14) L'enseignement des 7 facteurs d'éveil à Maha Kassapa
Ahara Sutta (SN XLVI.51) Comment développer les 7 facteurs d'éveil
Sukunagghi Sutta (SN XLVII.6) Sur les dangers du manque de contrôle mental
Makkata Sutta (SN XLVII.7) Sur l'attraction des sens
Suda Sutta (SN XLVII.8) Ce qui conduit le mental à la concentration, ce qui l'en éloigne
Cunda Sutta (SN XLVII.13) Le Bouddha consolant Ananda
Sedaka I Sutta (SN XLVII.19) La dimension altruiste du travail sur soi 
Sedaka II Sutta (SN XLVII.20) Test sur la solidité de la concentration
Satipatthana-vibhanga (SN XLVII.40) Sur les 4 sphères de référence (pratique de la méditation)
Indriya-vibhanga Sutta (SN XLVIII.10) Sommaire des 5 facultés mentales
Jara Sutta (SN XLVIII.41) Sur le grand âge
Pubbakotthaka Sutta (SN XLVIII.44) Discussion entre le Bouddha et Sariputa
Brahmana Sutta (SN LI.15) L'abandon du désir
Iddhipada-vibhanga Sutta (SN LI.20) Sur les 4 bases de la maîtrise
Gilayana Sutta (SN LII.10) Sur la maîtrise de la souffrance physique
Ananda Sutta (SN LIV.13) Conseils à Ananda sur la pratique de la méditation sur la respiration
LVI.11 - Les quatre nobles vérités : (Dharma Cakrappavattana) La mise en mouvement de la roue de la Loi. Premier discours de Bouddha, prononcé peu après son Éveil au groupe des cinq ascètes avec lesquels il avait pratiqué des austérités dans la forêt pendant plusieurs années. Le discours contient l'essentiel de l'enseignement sur les quatre nobles vérités et l'octuple sentier. Après ce sermon, le moine Kondanna atteint la compréhension du premier niveau de l'Éveil, c'est le début de la communauté bouddhiste.
Simsapa Sutta (SN LVI.31) Sur l'aspect partiel de l'enseignement du bouddha
Chiggala Sutta (SN LVI.48)

### Traductions
- (en) Samyutta-nikâya, trad. Caroline Rhys Davids et F. L. Woodward : Kindred Sayings, Londres, Luzac, coll. "Pâli Text Society", 1917-1930, 5 vol., rééd. 1950-1956.
- (en) The Connected Discourses of the Buddha. A New Translation of the Samyutta Nikaya, Boston, Wisdom Publications, 2000.
- (en) Samyutta Nikaya. The Grouped Discourses, trad. Thanissaro, 2005
- Rewata Dhamma, Le premier enseignement du Bouddha, Vernègues, Claire Lumière, 1998. Traduction du Sermon de Bénarès (le Dhammacakkappavattana Sutta).
- Môhan Wijayaratna, Sermons du Bouddha. La traduction intégrale de 20 textes du canon bouddhique, Seuil, coll. "Point Sagesse", 2006, 250 p. Trad. de 6 textes du Samyutta-nikaya : Non à la guerre (Sangâma-sutta), Conseil aux laïcs (Vefudvâreyya-sutta), Les quatre nobles vérités (Dhamma-cakkappavattana-sutta), La doctrine du non-soi (Anattalakkhana-sutta), La coproduction conditionnée (Acela-sutta), Un tronçon de bois (Darkkhandha-sutta).
- Samyutta Nikaya. Les discours groupés (suttas groupés), trad. Nanabozho (Gishi Wabush) .

### Études
- Notes du Samyutta Nikâya
- Wang Jianwei and Jin Hui, The Collation and Annotation of Saṃyuktāgama, East China Normal University Press, 2014.